# Johann Leibinger
Johann Leibinger (* 29. Mai 1903 in Mühlheim an der Donau; † 23. September 1993) war ein deutscher Politiker (CDU).

## Werdegang
Leibinger war Bürgermeister in Mühlheim an der Donau. 1946/47 war er Mitglied der Beratenden Landesversammlung des Landes Württemberg-Hohenzollern und anschließend bis 1952 Abgeordneter im Landtag für Württemberg-Hohenzollern.

## Ehrungen
- 1978: Verdienstkreuz am Bande der Bundesrepublik Deutschland